# Carl Thiersch

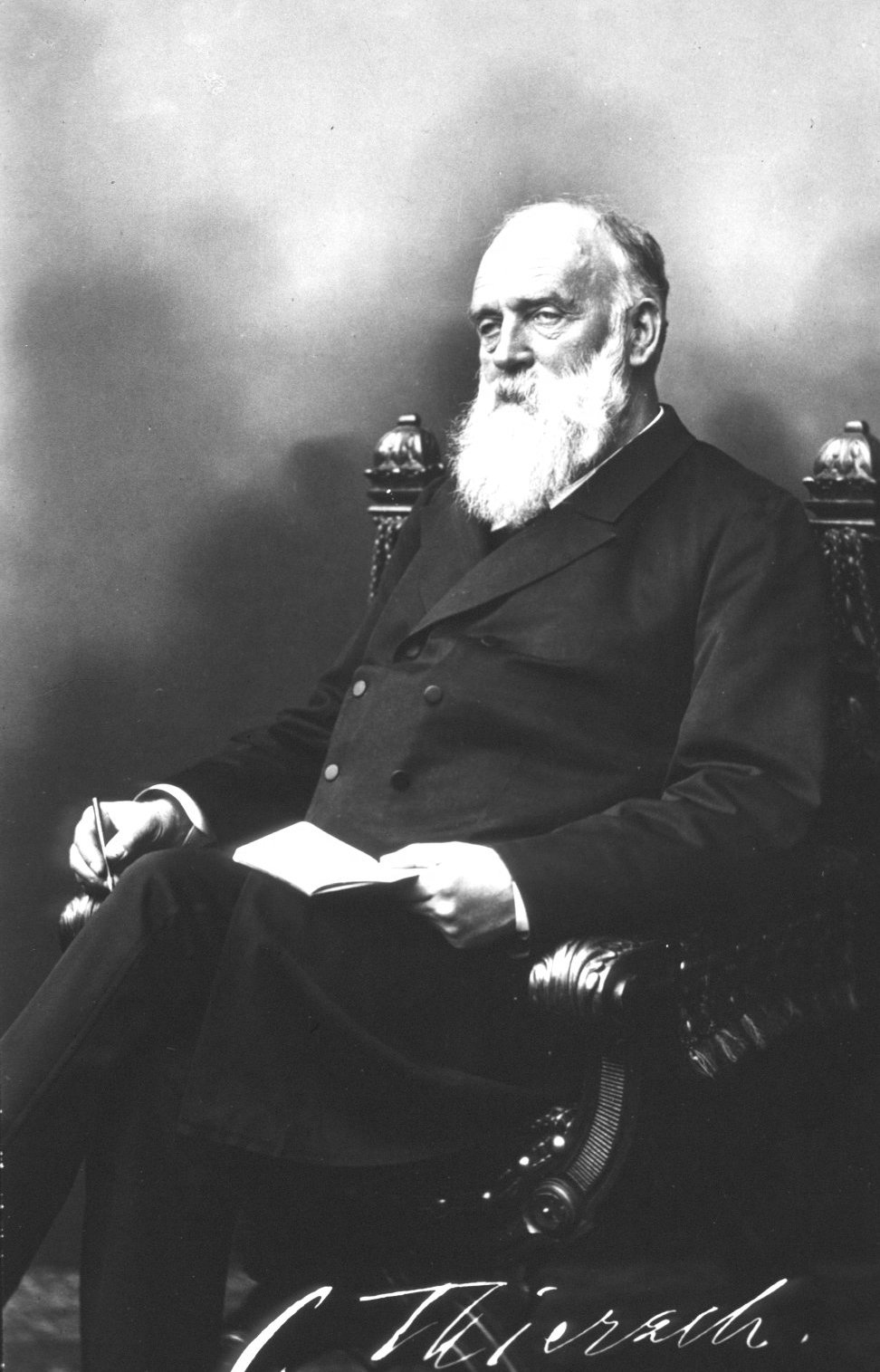
Carl Thiersch

Carl Thiersch, född 20 april 1822 i München, död 28 april 1895, tysk kirurg.
Han studerade medicin i München och tog där sin doktorsexamen 1843. Därefter fortsatte han sina studier vid universiteten i Wien, Berlin och Paris för att 1847 återvända till München. Från 1848 var han prosektor i patologisk anatomi i München han höll denna position fram till 1854, dock med avbrott för kriget mot Danmark, då han tjänstgjorde som militärläkare, han lärde sig här också mycket av generalstabens kirurg Louis Stromeyer. 1853 blev han extraordinarie professor och året därpå erhöll han en professorstjänst i kirurgi i Erlangen, här stannade han i 13 år innan han 1867 flyttade till Leipzig där han erbjöds samma tjänst, vilken han behöll fram till sin död. Under fransk-tyska kriget tjänstgjorde han som rådgivande läkare åt 12:e sachsiska armekåren. Efter kriget blev han en stor förespråkare av Joseph Listers antiseptiska teknik och han var den förste kirurg på kontinenten som hade som standard att använda denna teknik. Han förbättrade även metoden genom att byta ut karbolsyran mot salicylsyra.
Thiersch gjorde sig ett namn både som lärare och kirurg och till hans bidrag till medicinen hör rön rörande epitelcancer, sårläkning och transplantationsteknik (thierschning). Han visade också att Rudolf Virchows teori om cancer var fel, men på grund av dennas stora auktoritet krävdes det ytterligare två artiklar (av Wilhelm von Waldeyer-Hartz) som uppbackning innan teorin förkastades. På sin sjuttioårsdag blev han hedersmedborgare i Leipzig.